# 常宝霆
常宝霆（1930年—2015年1月4日），男，满族，祖籍北京，生于北京，中国相声表演艺术家，第七届中国曲艺牡丹奖终身成就奖得主。

## 家庭
父亲常连安，兄常宝堃、常宝霖，弟常宝华、常宝庆、常宝丰。